# Monster-in-Law
Monster-in-Law is een Amerikaanse film uit 2005 geregisseerd door Robert Luketic. De hoofdrollen worden vertolkt door Jennifer Lopez en Jane Fonda.

## Verhaal
De hopeloze Charlie (Jennifer Lopez) heeft haar droomprins nog niet gevonden totdat ze op een dag de chirurg Kevin (Michael Vartan) ontmoet. Hij vraagt haar ten huwelijk, maar wat ze niet weet is dat zijn moeder Viola (Jane Fonda) niet een van de makkelijkste is.Deze ontpopt zich namelijk tot een ware nachtmerrie voor de jonge bruid.Charlie is echter niet van plan haar geliefde zomaar te laten afpakken.

## Rolverdeling
- Jennifer Lopez - Charlie
- Jane Fonda - Viola Fields
- Michael Vartan - Kevin Fields
- Wanda Sykes - Ruby
- Adam Scott - Remy
- Monet Mazur - Fiona
- Annie Parisse - Morgan
- Will Arnett - Kit
- Elaine Stritch - Gertrude
- Stephen Dunham - Dr. Chamberlain

## Prijzen
- 2005 - BET Comedy Award
  - Gewonnen: Beste vrouwelijke bijrol (Wanda Sykes)
- 2005 - Golden Trailer
  - Genomineerd: Beste komedie
- 2006 - Razzie Award
  - Genomineerd: Slechtste actrice (Jennifer Lopez)
- 2005 - Teen Choice Award
  - Genomineerd: Beste actrice in een komedie (Jennifer Lopez)

## Trivia
- Jane Fonda is weer te zien in een film na 15 jaar pauze.